# Wągrowiec
Wągrowiec là một thị trấn thuộc hạt Wągrowiec, tỉnh Greater Poland, phía tây bắc Ba Lan, cách cả Poznań và Bydgoszcz khoảng 50 km. Từ năm 1975-1998, thị trấn nằm trong tỉnh Piła, kể từ năm 1999 đến nay, nó thuộc quyền quản lý của tỉnh Greater Poland. Thị trấn có diện tích 17,91 km². Tính đến năm 2006, dân số của thị trấn là 24.681 người với mật độ 1.400 người/km².
Thị trấn nằm ở giữa khu vực Pałuki và hồ Chodzież, trên sông Wełna và các nhánh của nó là Nielba, Struga. Đồng thời, nó cũng nằm ở giữa hồ Durowskie.

## Lịch sử

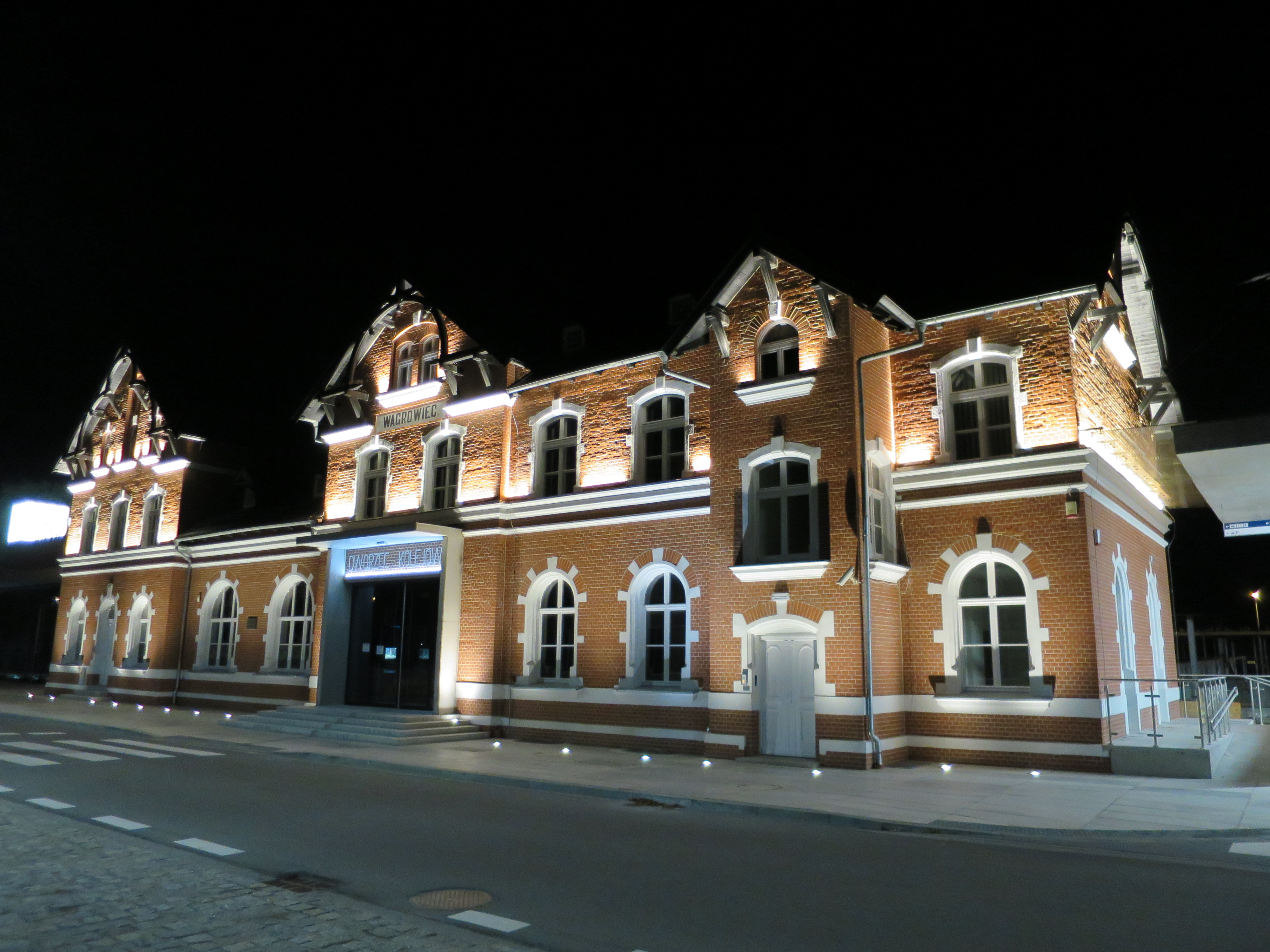
Ga xe lửa Wągrowiec vào ban đêm

Thị trấn Wągrowiec xuất phát từ một ngôi làng nhỏ tên là Prostynie bởi các tu sĩ dòng Xitô ở Łekno năm 1319. Năm 1381, Wągrowiec chính thức được thành lập và nhận đặc quyền thị trấn theo luật Magdeburg. Năm 1396, một tu viện của người Xitô được xây dựng trong thị trấn. Vào cuối thế kỷ 16, Vua Władysław Jagiello đã ban cho thị trấn quyền được phép tổ chức các hội chợ.
Thị trấn ngày càng phát triển thịnh vượng. Trong thế kỷ 15 và 16, đây là một trung tâm thương mại và sản xuất quan trọng (chủ yếu là hàng dệt may). Vào năm 1656, thị trấn bị quân đội Thụy Điển chiếm đóng.
Sau phân vùng Ba Lan, Wągrowiec đã bị Vương quốc Phổ sáp nhập vào năm 1793. Tuy nhiên, thị trấn lại bị người Xitô cướp lại từ tay Phổ vào năm 1797. Đến năm 1807, thị trấn được chuyển cho Công tước xứ Warsaw.
Năm 1815, thị trấn Wągrowiec một lần nữa bị Phổ sáp nhập. Vào ngày 9 tháng 2 năm 1849, thị trấn trở thành một phần của tỉnh Posen. Năm 1888, khai trương tuyến đường sắt nối Wągrowiec với Poznań.
Sau Chiến tranh thế giới lần thứ nhất, thị trấn Wągrowiec được khôi phục lại Ba Lan. Tuy nhiên, sau khi Hiệp ước Rotoentrop – Molotov và Chiến tranh phòng thủ Ba Lan kết thúc vào năm 1939, thị trấn lại bị sáp nhập vào Reich của Đức. Trong Chiến tranh thế giới lần thứ hai, Wągrowiec là một phần của Reichsgau Wartheland của Đức và tên của thị trấn được đổi thành Eichenbrück. Vào tháng 1 năm 1945, thị trấn Wągrowiec được quân đội Ba Lan giải phóng.

## Những nhân vật nổi tiếng xuất thân từ Wągrowiec
- Jakub Wujek (sinh năm 1541) - tác giả của một bản dịch Kinh thánh sang tiếng Ba Lan
- Adam của Wągrowiec (mất năm 1629) - nhà soạn nhạc và một tu sĩ dòng Xitô trong thị trấn
- Karl Eduard Arnd (1802 - 1874) - nhà sử học người Đức
- Max Gerson (1881 - 1959) - bác sĩ người Đức
- Stephan Rittau (1891 - 1942) - tướng Wehrmacht

## Một số địa điểm tham quan nổi tiếng trong thị trấn
- Nhà thờ giáo xứ theo phong cách Gothic - được xây dựng năm 1587
- Một tu viện theo phong cách Baroque - được xây dựng vào cuối thế kỷ 18
- Nhà thờ dòng Xitô theo phong cách Baroque - được xây dựng từ cuối thế kỷ 18 và được xây dựng lại vào năm 1946-1962
- Bảo tàng Opatówka
- Kim tự tháp Lakiński
- Khu bảo tồn cây sồi Dębina quý hiếm với những cây hơn 200 năm tuổi và cao tới 40 m